# Гальцгауэр, Фёдор Фёдорович
Фёдор Фёдорович Гальцгауэр (ок. 1880, Московская губерния — ?) — земский агроном, один из организаторов социал-демократической группы в городе Ардатове.

## Биография
Родился около 1880-го года в Московской губернии. В 1904 году вступил в Москве в Российскую социал-демократическую рабочую партию, получил опыт нелегальной деятельности. Окончил архитектурное училище в Москве, после чего в 1906 году прибыл в качестве земского землемера в город Ардатов Нижегородской губернии, где взялся за создание социал-демократической группы. Установил связи с социал-демократами Сормова, Кулебак, Ташина. Ардатовская социал-демократическая группа и Гальгауэр поддержали выступления крестьян Кологреево и Юсупово, после чего Фёдор Фёдорович попал под наблюдение Охранного отделения. 26 июня 1907 года в доме священника Николая Андреевича Щеглова, где Гальгауэр снимал квартиру, был проведён обыск, во время которого была обнаружена нелегальная литература. Землемер и его жена Н. H. Русяева были арестованы, судимы, а затем высланы в Лукояновский уезд под гласный надзор полиции. Дальнейшая судьба неизвестна.